# Poli (a-L-guluronat) lijaza
Poli (a-L-guluronat) lijaza (EC 4.2.2.11, alginaza II, guluronatna lijaza, -guluronanska lijaza, -guluronatna lijaza, poli-alfa-L-guluronatna lijaza, poliguluronat-specifična alginatna lijaza, poli(alfa-L-1,4-guluronid) ekso-lijaza) je enzim sa sistematskim imenom poli((1->4)-alfa-L-guluronid) ekso-lijaza. Ovaj enzim katalizuje sledeću hemijsku reakciju
Eliminativno razlaganje polisaharida koji sadrže terminalne alfa-L-guluronatne grupe, čime se formiraju oligosaharidi sa 4-dezoksi-alfa-L-eritro-heks-4-enuronozil grupana na njihovima neredukujućim krajevima

## Literatura
- Nicholas C. Price; Lewis Stevens (1999). Fundamentals of Enzymology: The Cell and Molecular Biology of Catalytic Proteins (Third изд.). USA: Oxford University Press. ISBN 019850229X.
- Eric J. Toone (2006). Advances in Enzymology and Related Areas of Molecular Biology, Protein Evolution (Volume 75 изд.). Wiley-Interscience. ISBN 0471205036.
- Branden C; Tooze J. Introduction to Protein Structure. New York, NY: Garland Publishing. ISBN 0-8153-2305-0.
- Irwin H. Segel. Enzyme Kinetics: Behavior and Analysis of Rapid Equilibrium and Steady-State Enzyme Systems (Book 44 изд.). Wiley Classics Library. ISBN 0471303097.

## Spoljašnje veze
- Poly(alpha-L-guluronate)+lyase на 